# Iker Kortajarena
Iker Kortajarena Canellada (Oyarzun, Guipúzcoa, 21 de junio de 2000) es un futbolista español que juega de centrocampista en la SD Huesca de la Segunda División española de fútbol.

## Trayectoria
Nacido en Oyarzun, Guipúzcoa, es un jugador formado en la cantera del OIARTZUN K.E antes de ingresar en la Real Sociedad de Fútbol, donde iría quemando etapas, hasta llegar a debutar el 16 de febrero de 2019 con la Real Sociedad "C" de la Tercera División de España.
En las temporadas 2019-20 y 2020-21, ya como parte de la plantilla de la Real Sociedad "C", disputaría 50 partidos en los que anotaría 12 goles.
En verano de 2021, haría la pretemporada con la Real Sociedad "B" de la Segunda División de España.
El 4 de septiembre de 2021, debutó en la Segunda División de España ante el FC Cartagena en un encuentro que acabaría derrota por un gol a cero.
En la temporada 2022-23 disputa 33 partidos y marca 6 goles con la Real Sociedad B en Primera Federación RFEF. 
El 29 de junio de 2023, se hace oficial su fichaje por la SD Huesca por dos temporadas hasta 2025. 

## Clubes
| Club              | País   | Año       | Partidos (goles) |
| ----------------- | ------ | --------- | ---------------- |
| Real Sociedad "C" | España | 2019-2021 | 50 (12)          |
| Real Sociedad "B" | España | 2021-2023 | 3 (0)            |
| S.D. Huesca       | España | 2023-Act  | 72 (5)           |